# Arrancacepas
Arrancacepas es un municipio y localidad española de la provincia de Cuenca, en la comunidad autónoma de Castilla-La Mancha. El término municipal tiene una población de 16 habitantes (INE 2024).

## Geografía
Integrado en la comarca de La Alcarria Conquense, se sitúa a 36 kilómetros de Cuenca. El término municipal está atravesado por la carretera nacional N-320, entre los pK 172 y 176, y por una carretera local que conecta con Castillo-Albaráñez. 
El relieve del municipio está definido por un páramo al norte, la vega creada por el río Viejo de Perales en la zona central, en donde se asienta el pueblo, y un collado más elevado al sur. La altitud oscila entre los 1049 metros al sur y los 880 metros a orillas del río. El pueblo se alza a 937 metros sobre el nivel del mar. 
| Noroeste: Cañaveras y Castillo-Albaráñez            | Norte: Cañaveras          | Nordeste: Albalate de las Nogueras                |
| Oeste: Castillo-Albaráñez                           |                           | Este: Torralba (Cuenca)                           |
| Suroeste: Castillo-Albaráñez y Villas de la Ventosa | Sur: Villas de la Ventosa | Sureste: Torralba (Cuenca) y Villas de la Ventosa |

### Clima
Cuenta con un clima mediterráneo frío.

### Flora
En lo que respecta a la cubierta vegetal, es resistente a las duras condiciones climáticas a las que está sometida. En Arrancacepas podemos distinguir tres espacios naturales: 
La Vega, donde dominan los cultivos de regadío dedicados al consumo particular y familiar en pequeñas huertas donde abundan las patatas, tomates, pimientos, calabacines, calabazas, pepinos,… junto a frutales como perales, manzanos, higueras y ciruelos. Aún podemos encontrar restos de lo que fueron cultivos extensivos de mimbre. En las zonas donde el abandono o el terreno impide el cultivo podemos encontrar abundantes chopos, sauces y zarzamoras.
Los páramos, donde dominan los cultivos extensivos de secano como el trigo, la cebada o el girasol que conviven con nogales, cerezos, almendros y endrinos. 
Las cuestas o rochos donde predominan el olivo (verdejo, asperillo, gordero y cornicabro), la vid y la encina o chaparra. Fruto de la repoblación aparecen también muestras de pino carrasco y pino piñonero. Las cuestas están pobladas de monte bajo con una gran riqueza de plantas aromáticas y florísticas compuesto por manchas de espliegos (o lavandas), romero, tomillo y aliagas que han proporcionado el asentamiento de colmenas que producen la miel de la Alcarria.
Aunque la grafiosis ha acabado con los grandes ejemplares de olmos que abundaban en los alrededores del pueblo, en las cunetas de los caminos podemos encontrar numerosos olmos jóvenes que esperemos que algún día sustituyan a los desaparecidos.

### Fauna
La fauna que habita el paisaje arrancacepeño es la propia de ambientes mediterráneos. Entre los mamíferos destaca la presencia del jabalí, cuya extensión se ha visto favorecida por el progresivo despoblamiento de las zonas rurales, y el zorro, el conejo y la liebre.
Entre las aves presente está la perdiz, la codorniz, la tórtola y diversos córvidos, del grupo de las passeriformes la golondrina, el gorrión y el colorín. Es bastante frecuente ver planear en el cielo de Arrancacepas águilas reales o cernícalos. Como rapaces nocturnas aparecen el búho chico, el mochuelo y la lechuza común.
Entre los reptiles son muy comunes la culebra bastarda y la culebra de escalera.

## Historia
Uno de los grandes problemas a la hora de intentar elaborar la historia de este pueblo es la carencia de fuentes históricas y bibliográficas. Arrancacepas debió surgir, posiblemente, al amparo de la labor reconquistadora y repobladora del Concejo de Cuenca, tras su conquista por las tropas cristianas de Alfonso VIII en 1177, pasando desde este mismo instante a formar parte del amplio término y alfoz (distritos con diferentes pueblos que forman una misma jurisdicción) con que fue dotado el concejo conquense que se encargará, mediante compras y nuevas fundaciones de ampliar el territorio inicialmente cedido por el rey. Es, por tanto, en el siglo XII cuando Arrancacepas se integra como aldea de las tierras de Cuenca. El topónimo Arrancacepas hace clara alusión a su cultivo más extendido, como queda patente en las numerosas cuevas de vino que tenía la población a finales del siglo XIX (83 según documentos conservados).
Durante el siglo XIV parecen alternarse o convivir sobre la aldea, las jurisdicciones del Concejo de Cuenca y de Alvar García de Albornoz, muerto en 1374 y que figura como señor de Villaseca, Arrancacepas, Sacedón, Villar de Olalla y otras. Además de Arrancacepas, el sexmo comprendía las aldeas de Villar de Domingo García, Albalate de las Nogueras, Villaconejos de Trabaque, Olmedilla de Éliz, Bólliga y Fuentes Buenas.
En el siglo XVI, una característica del reinado de Carlos I es la facilidad con la que numerosas aldeas adquieren el título y rango de villa mediante privilegio real, a cambio de ciertas cantidades de dinero que las aldeas entregan a la Corona en concepto de compra de título. Al igual que muchas aldeas, aunque no queda constancia documental, Arrancacepas obtiene el título de villa en el siglo XVI. A finales del siglo XVI (1591), durante el reinado de Felipe II, Arrancacepas aparece como Villa de la Tierra de Cuenca, y en el censo que mandó elaborar el monarca se señala que cuenta con 109 vecinos (unos 450 habitantes) de los cuales 106 son pecheros (personas obligadas a pagar rentas o tributos al Rey), 2 son hidalgos y uno es clérigo.
La aparición de Arrancacepas como villa en el censo de millones de 1591 contrasta con su denominación como lugar en el pleito de 1624 con el lugar de Castillo de Albaráñez, conservado en la Chancillería de Granada. Sí está constatado que el 15 de diciembre de 1653, Arrancacepas se intitula villa y pasa junto a Albalate de las Nogueras, Villaconejos del Trabaque, Fuentesbuenas, Bolliga, Castillo de Albaráñez y Villar de Domingo García a jurisdicción señorial del marqués de Mortara, bajo cuyo régimen señorial, permanecerá todo el Antiguo Régimen.
A mediados del siglo XIX, el lugar tenía contabilizada una población de 437 habitantes. La localidad aparece descrita en el tercer volumen del Diccionario geográfico-estadístico-histórico de España y sus posesiones de Ultramar de Pascual Madoz de la siguiente manera: 

ARRANCACEPAS: v. con ayunt. en la prov., adm. de rent. y dióc. de Cuenca (5 leg.), part. jud. de Priego (3), aud terr. de Albacete (25), c. g. de Madrid (20): sit. en un valle formado por 2 cerros; le combaten los vientos del E. y N., y su clima es saludable: tiene 98 casas de 7 á 8 varas de altura, cuya cubierta es en unas de teja y en otras de tierra, y estan divididas en 6 calles y 1 plaza; casa consistorial, cárcel, depósito, escuela de primeras letras con unos 40 niños, dotada con 12 fan. de trigo, igl. parr. anejo de la de Bolliga, dedicada á San Gil Abad, y servida por 1 teniente; 3 ermitas en buen estado: sit., la de la Asuncion al E. del pueblo, la de la Caridad al S. y la de San Roque al O.: hay ademas otras 2 arruinadas, y 1 fuente en la v. y 3 en el térm. cuyas aguas son saludables. El térm. confina por N. con el de Cañaveras (1/4 leg.), E. con los de Albalate y Torralva (1/2), S. con El de Bolliga (3/4), y O. con El de Albarañez (1/8); abraza 7,000 almudes de tierra, de las cuales 5,165 estan reducidas á cultivo, y son de primera clase 330, las 30 de riego y las demas de secano; 700 de segunda y 4,135 de tercera: le atraviesa 1 arroyuelo sin nombre; el terreno es bastante escabroso, y hay ademas 1,835 almudes que no se cultivan y están destinadas á pastos y baldios: las labores se hacen con 15 pares de mulas y 20 de asnos: los caminos se hallan en bastante abandono, y se dirijen á los pueblos inmediatos: la correspondencia se recibe los lunes en la c. de. Cuenca, y es conducida por 1 peaton asalariado, pagado por el pueblo: prod. trigo, centeno, cebada, avena, alazor en grano y en flor, judias y otras legumbres, patatas, nabos, poco vino, aceite y azafran, miel y cera: hay cria de ganado lanar y cerdoso; muy poca caza de liebres, conejos y perdices: pobl. 110 vec., 437 hab. dedicados á la agricultura: cap. prod. 582,860 rs.: imp. 29,143 rs.: importan los consumos 2,052 rs. 6 mrs. El presupuesto municipal asciende á 2,000 rs. y se cubren con 1,000 rs. que prod. 1 horno de poya, 500 las tierras de propios, y lo restante por repartimiento vecinal.
(Madoz, 1846, pp. 8-9)

Durante toda la Edad Moderna hasta el siglo XIX se confirma el descenso de la población, descenso que continúa a lo largo del siglo XX, de forma que en 2007 sus habitantes son únicamente 37. Arrancacepas contó con cinco ermitas de las que en la actualidad solo se conocen tres: la de la Ascensión al Este, La de la Caridad al Norte y San Roque al Oeste.

## Demografía
Arrancacepas cuenta con una población de 16 habitantes (INE 2024).
| Gráfica de evolución demográfica de Arrancacepas entre 1842 y 2021                                                  |
| |
| Población de derecho según los censos de población del INE Población de hecho según los censos de población del INE |

## Administración y política
| Periodo   | Nombre                              | Partido |
| --------- | ----------------------------------- | ------- |
| 1979-1983 | Juan María Carralero Montalvo       |         |
| 1983-1987 | Francisco Abilio Izquierdo Montalvo |         |
| 1987-1991 | Rafael Romero Romero                | PSOE    |
| 1991-1995 | Juan Antonio Torres Estirado        | PP      |
| 1995-1999 | Juan Antonio Torres Estirado        | PP      |
| 1999-2003 | Luis Antonio Torres Carralero       | PP      |
| 2003-2007 | Juan Antonio Torres Estirado        | PP      |
| 2007-2011 | Juan Antonio Torres Estirado        | PP      |
| 2011-2015 | Ana Belén Izquierdo Estirado        | PP      |
| 2015-2019 | Ana Belén Izquierdo Estirado        | PP      |
| 2019-2023 | Ana Belén Izquierdo Estirado        | PP      |

## Patrimonio
- Iglesia parroquial bajo la advocación de San Gil Abad.[1] Iglesia del siglo XVII de mampostería con sillares en las esquinas y espadaña de dos huecos rematada en pirámides, sobre los pies de la iglesia. La portada es de arco de medio punto apilastrada, con imposta de poco vuelo y clave decorada. En el interior hay tres tramos cubiertos de bóveda de cañón con lunetos y la cabecera con cúpula de media naranja. En el atrio se encuentra una estela con cruz griega. Aunque su interior fue saqueado durante la Guerra Civil, se conservan varios cuadros, imágenes y objetos litúrgicos de interés.
- En el museo Diocesano de Cuenca se custodia una cruz procesional de cobre con grabados y restos de dorado del siglo XIII.
- Ermita de la Ascensión. Ruinas.
- Ermita de San Roque.[1]
- Ermita de la Caridad.[1] Ruinas.
- Dentro del pueblo se conservan varias estelas funerarias.

## Fiestas
- San Gil Abad, el cuarto sábado de agosto y el 1 de septiembre.

## Gastronomía
- Gachas de harina de Almortas.
- El Viernes Santo es tradición comer guisado de huevos.
- Caldereta de cordero con vino de las cuevas.
- Chuletitas a la parrilla en las cuevas de vino.